# Johann Maier (Politiker, Oktober 1952)
Johann Maier (* 30. Oktober 1952 in Kleedorf) ist ein österreichischer Politiker (SPÖ) und Bahnhofsvorstand. Er war von 1994 bis 1998 Abgeordneter zum Landtag von Niederösterreich.
Maier besuchte nach der Volksschule eine Hauptschule und erlernte den Beruf des technischen Zeichners. Er trat in den Dienst der Österreichischen Bundesbahnen und war ab 1973 als Fahrdienstleiter beschäftigt. Lokalpolitisch engagierte er sich ab 1980 als Gemeinderat in Schrems, 1988 stieg er zum Stadtrat auf. In der Folge war Maier zwischen 1994 und 2000 erneut Gemeinderat in Schrems und vertrat die SPÖ zwischen dem 15. Dezember 1994 und dem 16. April 1998 im Landtag. 1990 wurde Maier Bahnhofsvorstand in Schrems.